# تفريت ناث اومالك
تقع قرية تفريت ناث اومالك بمنطقة القبائل في ولاية تيزي وزو، وتحديدا في دائرة بوزغن، بلدية إجر غربي أعالي أكفادو على أراضي عرش آت إجر.
تضم القرية زاوية أسست ما بين 1467 م و1496 م ضريح الولي الصالح المرابط سيدي محند أومالك الذي إستقر بها بعد وقفة له بقرية هندو  بـ آث غبري .
يسكن القرية حوالي 2000 نسمة يتفرقون على 17 بطون أساسية.
قد أعاد بنيان الزاوية الآغا يحي بن مصطفى في 1824 م.